# Saverio Mattei
Saverio Mattei, född den 19 oktober 1742 i Montepaone i Kalabrien, död den 31 augusti 1795 i Neapel, var en italiensk advokat och litteratör.
Mattei, som var mycket musikintresserad, utgav bland annat Dissertazioni preliminari alla traduzione de' Salmi (8 band, 1780), där anteckningar är gjorda över antikens musik i allmänhet, men främst över hebréernas psalmodi.